# Максим Рильський (монета)
«Макси́м Ри́льський» — ювілейна монета номіналом 2 гривні, випущена Національним банком України. Присвячена 110-річчю від дня народження класика української літератури ХХ століття, перекладача, ученого, громадського діяча Максима Тадейовича Рильського. Багатогранна спадщина видатного поета («Троянди й виноград», «Далекі небосхили», «Голосіївська осінь» тощо) піднесла сучасну українську літературу на вершини світового письменства.
Монету введено в обіг 21 лютого 2005 року. Вона належить до серії «Видатні особистості України».

## Опис та характеристики монети
| Номінал грн. | Метал      | Маса, грам | Діаметр, мм. | Якість виготовлення | Гурт     | Тираж, штук |
| ------------ | ---------- | ---------- | ------------ | ------------------- | -------- | ----------- |
| 2            | нейзильбер | 12,8       | 31           | анциркулейтед       | рифлений | 20 000      |

### Аверс
На аверсі монети розміщено стилізовану композицію — ілюстровано поезію, де переплелися троянди й виноград, ліворуч від якої вертикально у два рядки — написи «УКРАЇНА», «2 ГРИВНІ», над якими логотип Монетного двору Національного банку України, під написами — малий Державний Герб України та рік карбування монети — «2005».

### Реверс
На реверсі монети зображено портрет Рильського, ліворуч від якого у два рядки вертикально розміщено напис «МАКСИМ РИЛЬСЬКИЙ», під яким — роки життя — «1895/1964».

## Автори

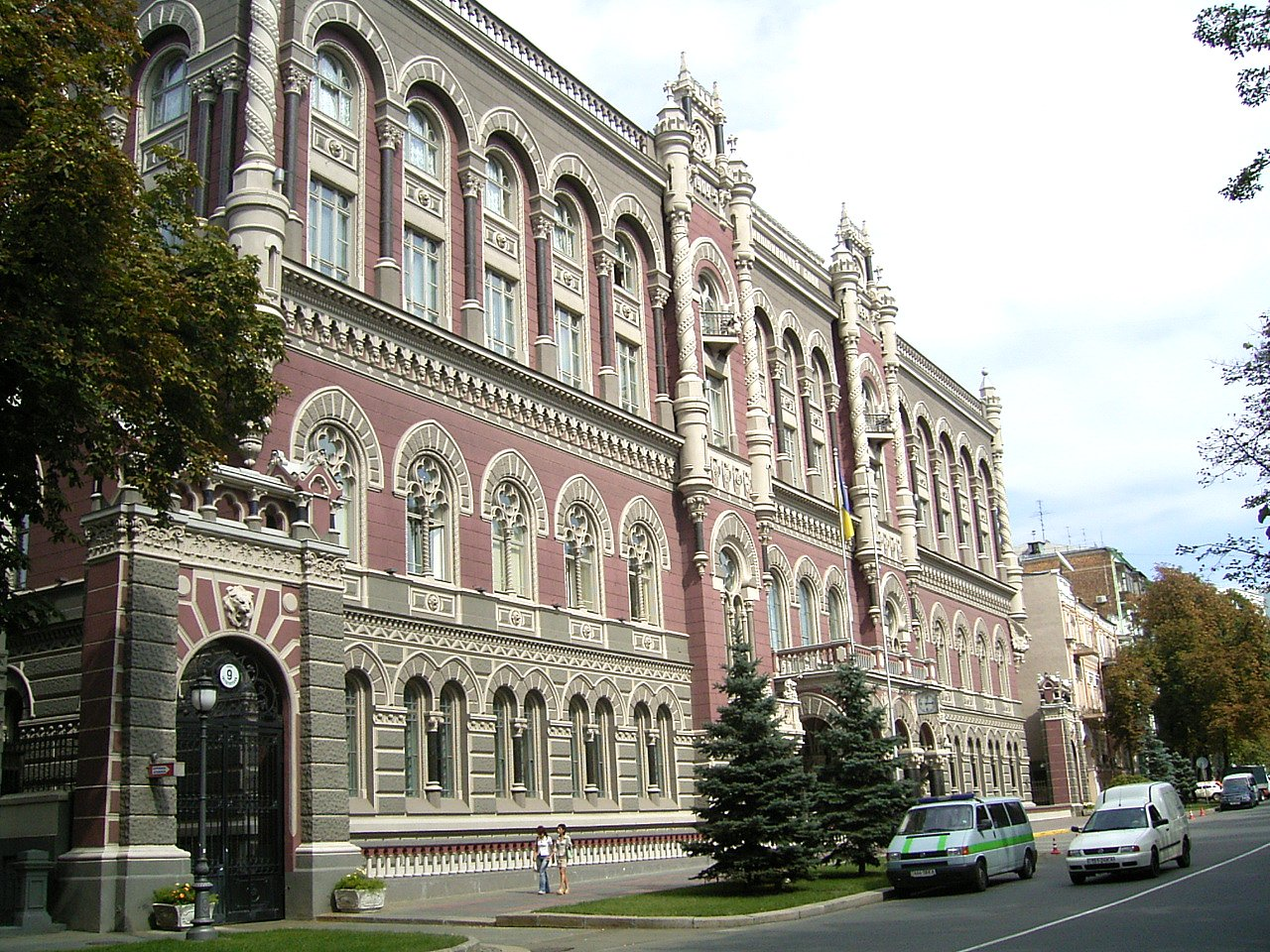
Будівля Національного банку України

- Художники: Таран Володимир, Харук Олександр, Харук Сергій.
- Скульптори: Дем'яненко Володимир, Чайковський Роман.

## Вартість монети
Ціна монети — 15 гривень, була зазначена на сайті Національного банку України 2011 року.
Фактична приблизна вартість монети з роками змінювалася так:
| Рік        | 2010 | 2011 | 2012 | 2013 | 2014 | 2015 | 2016 | 2017 | 2018 | 2019 | 2020 | 2021 | 2022 | 2023 | 2024 | 2025 |
| ---------- | ---- | ---- | ---- | ---- | ---- | ---- | ---- | ---- | ---- | ---- | ---- | ---- | ---- | ---- | ---- | ---- |
| Ціна, грн. | 35   | 35   | 35   | 35   | 50   | 70   | 150  | 230  | 210  | 195  | 190  | 180  | 180  | 230  | 460  | 540  |